# Палац Праці (Дніпро)
Палац Праці (у 1937—2018 роках — Палац Ілліча) — колишній культурно-освітній центр у Дніпрі, будинок культури заводу ім. Петровського. Вважається однією з найкращих у Радянському Союзі споруд у стилі конструктивізму і є однією з найбільших будівель в Україні у цьому стилі. Збудований за проєктом Олександра Красносельського. Першопочаткова назва Палац Праці, у 1937 році перейменований на Палац Ілліча.

## Розташування
Знаходиться у Чечелівському районі, на колишній Брянській площі, за адресою проспект Сергія Нігояна, 47. У 1903, 1905 і 1917 рр. Брянська площа була ареною багатотисячних мітингів робітників, під час Революції 1905 року тут знаходився фактичний центр «Чечелівської республіки».

## Історія

### Конкурс
У 1925 р. трест Південьсталь отримав дозвіл на будівництво Палацу праці в Катеринославі. Того ж року влада оголосила всесоюзний конкурс на проєкт «Палацу праці». За підсумками конкурсу найкращі проєкти преміювали, але жоден не був визнаним придатним для реалізації через значну вартість, складнощі будівельних робіт й нестачу будівельних матеріалів.
Всі проєкти були виконані в конструктивістському стилі, за винятком проєкту Красносельського, який був поданий у класичному стилі. Але коли було обрано як архітектора будівлі Красносельського, він погодився за умови відрядження його до Москви та Ленінграду для вивчення нових досягнень архітектури, зокрема конструктивізму. Після повернення з відрядження, де на Красносельського найбільше справили враження проєкти Палацу праці в Москві роботи братів Весніних та Палацу культури ім. Горького в Ленінграді, він створив новий проєкт, також у стилі конструктивізму.
Громадськість і влада зустріли новий проєкт досить критично, але він не погодився з новими вимогами й залишив проєктування. З усім тим, будівництво Палацу в Дніпропетровську почали за проєктом Красносельського, Палац Праці став єдиною збудованою за проєктом Красносельського конструктивістською спорудою.

### Будівництво
5 серпня 1926 року відбулося урочисте закладання Палацу.
Відкриття відбулося у 1932 р., завершення будівництва приурочили до 15-річчя Жовтневого перевороту.
У 1935 р. до споруди почали прибудовувати новий великий театр, також за проєктом Красносельського. Театр був відкритий 1936 року, і до побудови театру опери та балету його сцена, яка вміщувала 1600 глядачів, була найбільшою в місті.
Серед мешканців Дніпра поширена думка, що будівля Палацу Праці збудована за формою серпа і молота. Певна подібність справді є, але невідомо, чи він був так спроєктований, чи так вийшло випадково.
У роки німецької окупації в Палаці були влаштовані казарми й конюшні. Під час війни він був зруйнований, але згодом швидко відбудований. 18 грудня 1955 р., після реконструкції, був знову відкритий і його театр
У Палаці в травні 1958 року Дніпропетровщині вручали Орден Леніна.
У Палаці Праці проходили важливі офіційні заходи, партійні конференції. Наприклад тут приймали офіційний візит М. С. Горбачова. Відбувалися концерти відомих зірок естради.

### Занепад

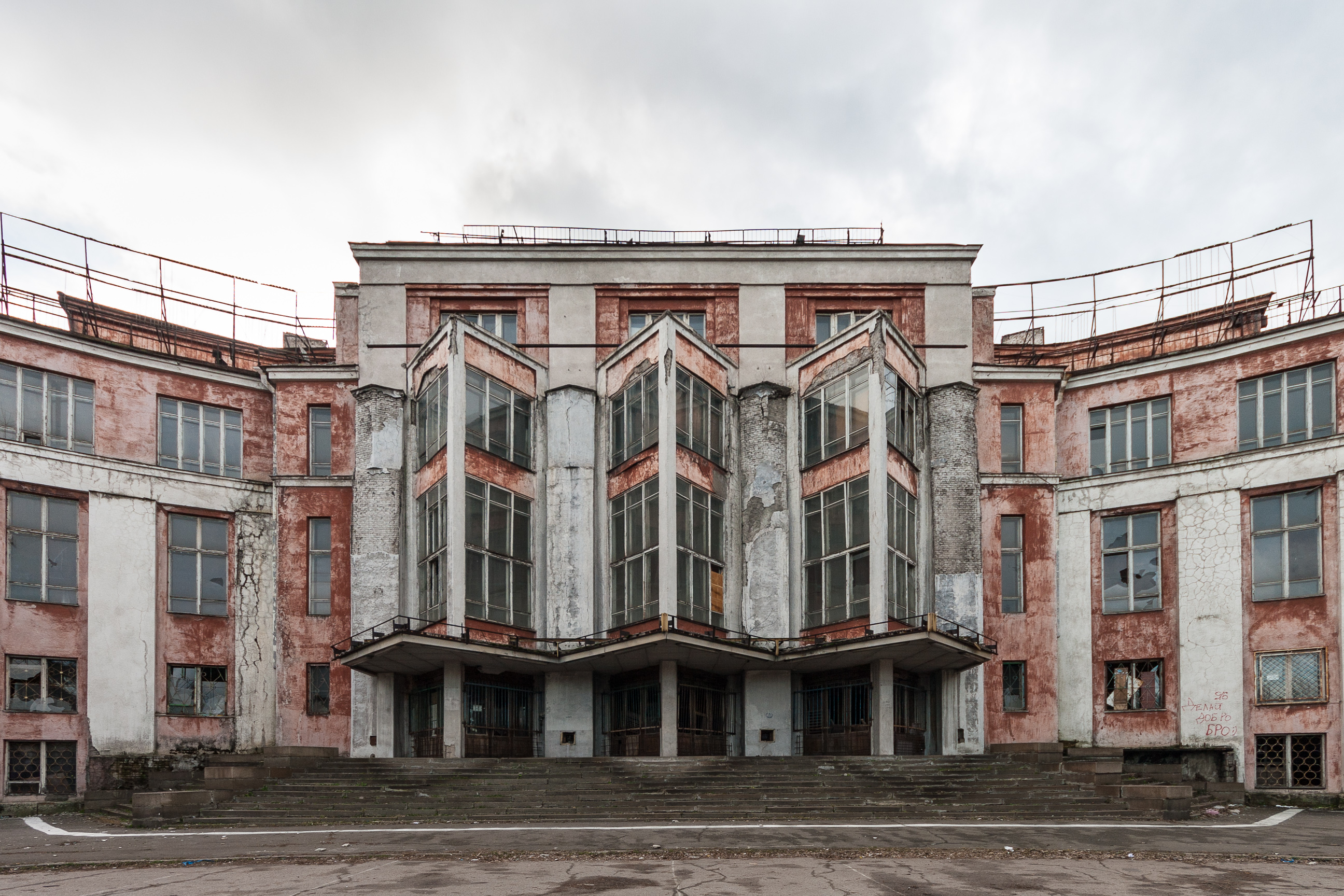
Стан будівлі у 2015 році

Після побудови оперного театру та палацу спорту «Метеор», значення Палацу почало падати, зокрема через далеке від центру міста розташування. З усім тим, на кінець 80-х років XX ст. у палаці працювало не менше ніж півтора десятка дитячих і дорослих творчих колективів, у яких брали участь близько 600 людей.
1997 року з палацу було переведено колектив Дніпровської обласної філармонії. Останній раз палац культури функціонував за своїм прямим призначенням у 2000 році. З того ж року припинилася фінансова підтримка, у 2002 році більшість колективів покинули палац.
Будівлю здавали в оренду і намагалися продати через аукціон, але покупців не знайшлося, зокрема через архітектурні особливості, що перешкоджають перепрофілюванню споруди.

### Сучасний стан

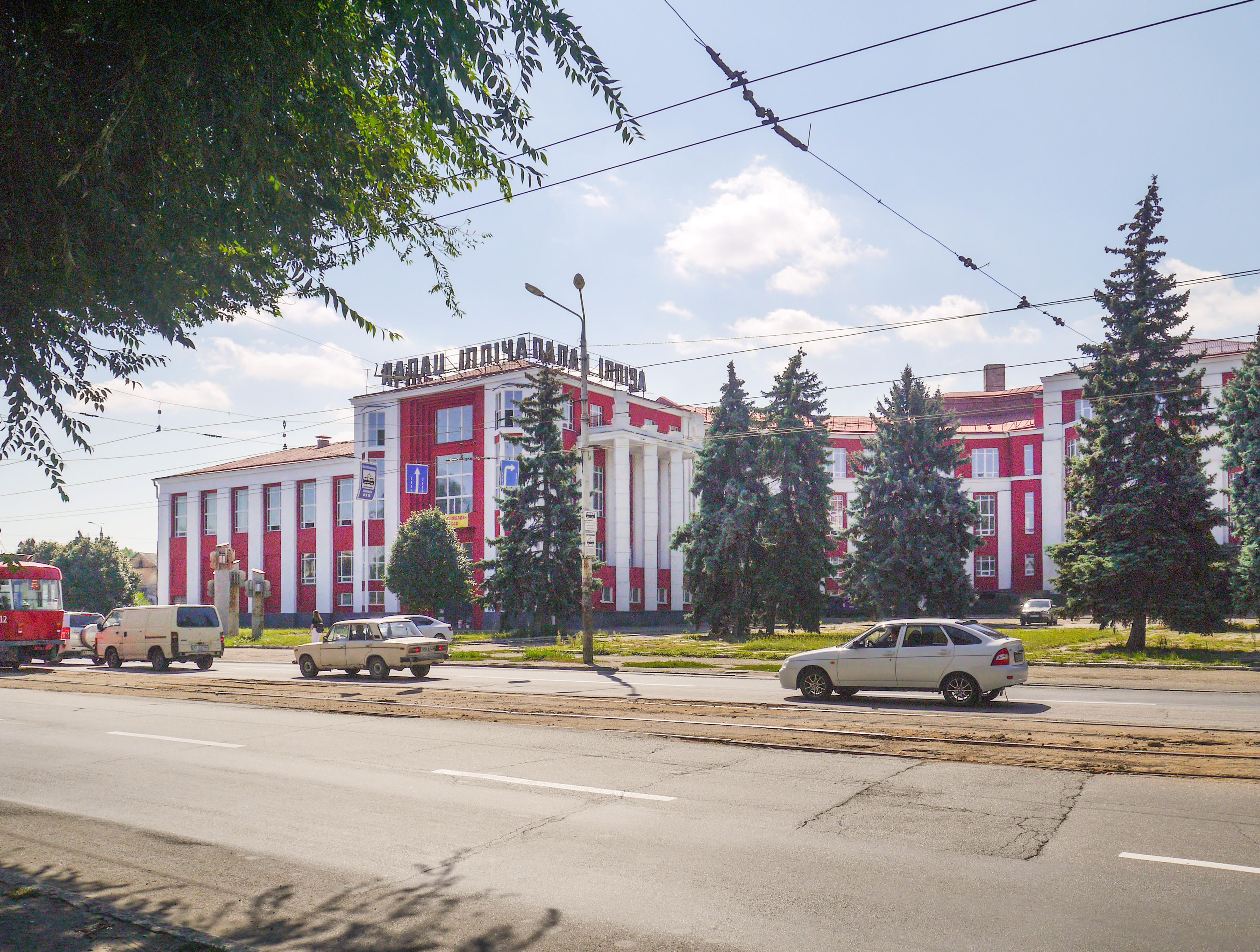
Сучасний стан після реконструкції

24 червня 2016 року Палац намагалися продати з аукціону, але торги не відбулися.
Будівля є популярною серед дигерів.
В листопаді 2017 року будівлю було продано за 7 875 000 грн. Нові власники — ТОВ «БЦ-Веста» пообіцяли зберегти будівлю.